# Nemoura
Nemoura ist eine Steinfliegen-Gattung.

## Merkmale der Larven
Der Körper wird bis 9 Millimeter lang. Er ist dunkelbraun gefärbt. Der Abdomen ist drehrund. Die Flügelscheiden sind schräg nach hinten gerichtet. Die Fühler sind ungefähr so lang wie die Cerci. Tracheenkiemen sind nicht vorhanden. Bei den Hinterbeinen ist das erste Tarsenglied kürzer als das dritte. Das zweite Tarsenglied ist sehr kurz.

## Lebensweise
Die Larven der Gattung kommen im Gewässern aller Art vor, insbesondere jedoch in Bächen der Mittelgebirge. Sie ernähren sich von Algen und pflanzlichem Detritus. Die Generationsdauer beträgt ein Jahr.

## Vorkommen
Das Verbreitungsgebiet umfasst Europa, Asien und Nordamerika.

## Systematik
In Europa kommen folgende Arten vor:
- Nemoura aetolica Zwick 1978
- Nemoura apollo Zwick 1978
- Nemoura arctica Esben-Petersen 1910
- Nemoura avicularis Morton 1894
- Nemoura babiagorensis Sowa 1964
- Nemoura braaschi Joost 1970
- Nemoura bulgarica Rauser 1962
- Nemoura caligula Zwick 1978
- Nemoura cambrica Stephens 1836
- Nemoura carpathica Illies 1963
- Nemoura ceciliae Aubert 1956
- Nemoura cinerea (Retzius 1783)
- Nemoura confusa Zwick 1970
- Nemoura dubitans Morton 1894
- Nemoura erratica Claassen 1936
- Nemoura flaviscapa Aubert 1956
- Nemoura flexuosa Aubert 1949
- Nemoura fulviceps Klapalek 1902
- Nemoura fusca Kis 1963
- Nemoura hamata Kis 1965
- Nemoura hesperiae Consiglio 1960
- Nemoura illiesi Mendl 1968
- Nemoura kownackorum Sowa 1970
- Nemoura lacustris Pictet 1865
- Nemoura linguata Navas 1918
- Nemoura longicauda Kis 1964
- Nemoura lucana Nicolai & Fochetti 1991
- Nemoura marginata Pictet 1836
- Nemoura minima Aubert 1946
- Nemoura monticola Rauser 1965
- Nemoura mortoni Ris 1902
- Nemoura moselyi Despax 1934
- Nemoura obtusa Ris 1902
- Nemoura oropensis Ravizza & Ravizza-Dematteis 1980
- Nemoura ovoidalis Kis 1965
- Nemoura palliventris Aubert 1953
- Nemoura peristeri Aubert 1963
- Nemoura pesarinii Ravizza & Ravizza-Dematteis 1979
- Nemoura pirinensis Rauser 1962
- Nemoura pseudoerratica Vincon & Pardo 2003
- Nemoura pygmaea Braasch & Joost 1972
- Nemoura rifensis Aubert 1961
- Nemoura rivorum Ravizza & Ravizza-Dematteis 1995
- Nemoura sahlbergi Morton 1896
- Nemoura sciurus Aubert 1949
- Nemoura silana Aubert 1953
- Nemoura sinuata Ris 1902
- Nemoura subtilis Klapalek 1895
- Nemoura taurica Zhiltzova 1967
- Nemoura transsylvanica Kis 1963
- Nemoura uncinata Despax 1934
- Nemoura undulata Ris 1902
- Nemoura viki Lillehammer 1972
- Nemoura xistralensis Vincon & Pardo 2003
- Nemoura zwicki Sivec 1980

## Belege